# Fushigi Yûgi
Fushigi Yugi (ふしぎ遊戯 - 'Jogo Misterioso' em português), também conhecido como Fushigi Yûgi: The Mysterious Play ou Curious Play, é um mangá criado pela mangaká Yuu Watase e publicado no Japão de 1992 a 1995, sendo transformado no mesmo ano de sua finalização em um anime exibido até 1996.
É o mangá de maior sucesso de Yuu Watase no mundo inteiro, tanto que hoje é produzida a Saga da Sacerdotisa de Genbu, que se chama Fushigi Yuugi Genbu Kaiden. Em Portugal, o anime foi emitido pelo Canal Panda.

## História
Fushigi Yugi conta a história de Miaka Yuki, uma estudante que está prestes a fazer um teste de admissão no colégio. Sua mãe deseja que ela passe para uma escola de elite, por isso a pressiona nos estudos. Um dia ela resolve estudar na biblioteca do colégio junto com a sua melhor amiga Yui. Quando Miaka resolve comprar um sumo numa máquina, ela avista uma ave vermelha muito estranha, e resolve segui-la. A ave entra em uma sala com um aviso: "Sala de Referências de Documentos Importantes" - Proibida a entrada de pessoas não autorizadas, mas mesmo lendo esse aviso, Miaka resolve entrar e procurar pelo pássaro. Assim que entra na sala, Yui a encontra e Miaka resolve contar-lhe sobre a ave que ela havia seguido. Nesse momento um livro cai e ambas por curiosidade resolvem ver do que se tratava. O livro chamava-se "O universo dos Quatro Deuses", o qual Yui percebe que estava escrito em Chinês antigo. Assim que Yui começa a lê-lo, ambas são transportadas para dentro do livro, que tinha como ambiente a China Antiga, onde a história se passa.
Quando as duas entram no livro, elas são atacadas por bandidos e aí aparece Tamahome, um rapaz com uma marca na testa, que as salva. Yui segue o jovem pedindo que lhes ajudasse, mas é envolvida pela estranha luz vermelha de antes e acaba por retornar ao seu mundo sozinha, Miaka que havia ficado por algum motivo se desespera procurando Yui sem saber que ela tinha voltado, ela então resolve ir atrás do rapaz que as salvara achando que ele havia sequestrado sua amiga. Yui encontra o livro e começa a lê-lo. Sem que Miaka soubesse, Yui acompanhava tudo que acontecia dentro do livro, pois cada passo que Miaka dava, cada acontecimento, eram registrados no livro.
Ao chegar no mundo dentro do livro, Miaka vai atrás de Tamahome e com muito esforço consegue encontrá-lo. E por coincidência, encontram Hotohori, o imperador do pais de Konan (País do Deus Suzaku) e descobrem que ela é uma garota lendária de um outro Mundo, uma sacerdotisa que iria invocar Suzaku e poderia fazer 3 pedidos, trazendo paz e harmonia para todo o país.
Para isso, Miaka precisa reunir as 7 Estrelas de Suzaku em diferentes lugares do país de Konan, e isso não é uma tarefa fácil. Para piorar, o país inimigo de Konan, Kutu, quer a todo custo matar a Sacerdotisa e suas Estrelas e tomar conta do País de Konan.
Mas Miaka acaba ficando muito doente e viu que precisava voltar para seu mundo, porém com a promessa de que voltaria assim que ficasse boa. No mundo real, sua amiga Yui percebeu que sentia tudo o que Miaka sentia fisicamente (doenças ou ferimentos por exemplo). Com a ajuda de Tamahome e Hotohori, Miaka descobre um meio de voltar para casa e, com a ajuda de Yui, ela consegue voltar, porém Yui é sugada para dentro do livro. Miaka sem saber que Yui estava no livro, logo começa a procurá-la mas não a encontra e, após algumas horas ela conclui que Yui entrou no livro.
Dessa forma, ela vai atrás de Yui e, quando Miaka finalmente chega a Konan ela descobre que já haviam se passado 3 meses, sendo que no mundo real havia passado somente algumas horas. De qualquer forma ela vai atrás de Yui juntamente com Tamahome, pois se o país de Kutu a encontrasse primeiro ela se tornaria a Sacerdotisa de Seiryu e elas seriam inimigas. Então Miaka vai para Kuto, encontra Yui e elas decidem voltar, porém Nakago, uma das estrelas de Seiryu já havia resgatado Yui a 3 meses e ela havia recusado a proposta de ser a sacerdotisa de Seiryu. Porém, ao ouvir uma conversa entre Miaka e Tamahome, Yui pensa que sua amiga não voltou para salvá-la e sim para ver Tamahome e, por isso, Yui fica ofendida, pois enquanto ela havia se preocupado muito com Miaka enquanto esta estava no livro e ela no mundo real, Miaka não tinha demonstrado esse mesmo sentimento de amizade quando não a havia ajudado enquanto estava presa no livro.
Porém, Yui havia apenas escutado metade da conversa, pois Miaka também havia dito a Tamahome que ela e Yui eram melhores amigas e que faria de tudo para salvá-la. No entanto Yui, por não ter ouvido toda a conversa, entende que Miaka a traiu e, assim que se encontram, diz a ela que está apaixonada por Tamahome e que vai roubá-lo dela com a intenção de tirar-lhe a sua felicidade.
Foram feitos um anime com 52 episódios e 3 ovas sendo 1 de 3 episódios, outro de 6 episódios, e o terceiro ova de 4 episódios, nelas miaka e os outros terão que encontrar as jóias que estão as memorias de Tamahome que reencarnou para poder ficar com miaka no mundo real e cada seishi no miko tem um jóia espalhada sem elas Tamahome pode desaparecer.